# Ț
Ț, ț (T с запятой снизу) — буква расширенной латиницы, 25-я буква румынского алфавита.

## Использование

### Румынский язык
В румынском языке ț используется для обозначения звука [t͡s]. Вместо неё может использоваться похожая буква ţ (T с седилью), но внешне эти буквы всё же отличаются, и Румынская академия предписывает использовать именно ț.

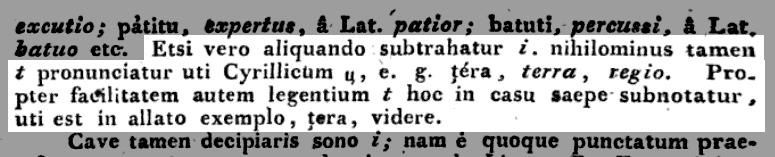
Отрывок из Будского словаря, описывающий букву ţ

Прототипом буквы является T с седилью (Ţ ţ), предложенная Петру Майором для обозначения /t͡s/ (обозначалась буквой Ц в румынской кириллице того времени) в Будском словаре, опубликованном в 1825 году.

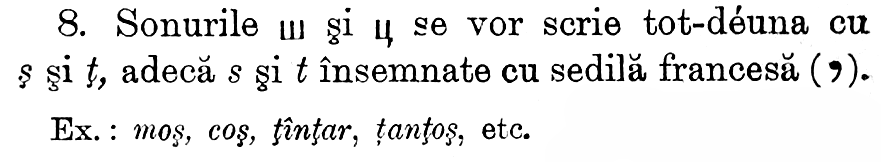
Отрывок из Ortografia limbei române, опубликованной 1895 Румынской академией, представляющая буквы ş и ţ (с седилью), однако изображающая сам знак отдельно от буквы в виде запятой

Во второй половине XIX века, когда румынская латиница только сформировалась и вытеснила кириллицу, буквы с седилью (ţ) и запятой снизу (ț) использовались взаимозаменяемо. В книге Ortografia limbei române, определившей румынскую орфографию того времени и опубликованной Румынской академией, упоминается, что с буквами s и t используется седиль.
В Толковом словаре румынского языка, опубликованном в 1996 году и переизданном в 2009, «седиль» определяется как диакритический знак, имеющий форму запятой, помещённой под согласную букву и изменяющий её звуковое значение.

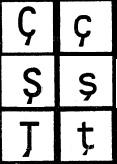
C, S и T с седилью в стандарте ISO 8859-2 1986 года.

В стандарте ISO 8859-2 буквы с седилью и запятой снизу не различаются.
В 1998 году Румынская ассоциация стандартизации создала компьютерную кодировку SR 14111, в которую вошли буквы S и T с запятой снизу, а в 1999 году запросила закодировать эти буквы в качестве отдельных символов в Юникоде и новом стандарте ISO 8895-16.
В 2003 году Румынская академия указала, что буквы ș и ț имеют один и тот же диакритический знак: запятую на небольшом расстоянии под буквами s и t, а не седиль.

### Латгальский язык
Буква использовалась в грамматике латгальского языка 1928 года для обозначения [tʲ].

### Единый северный алфавит

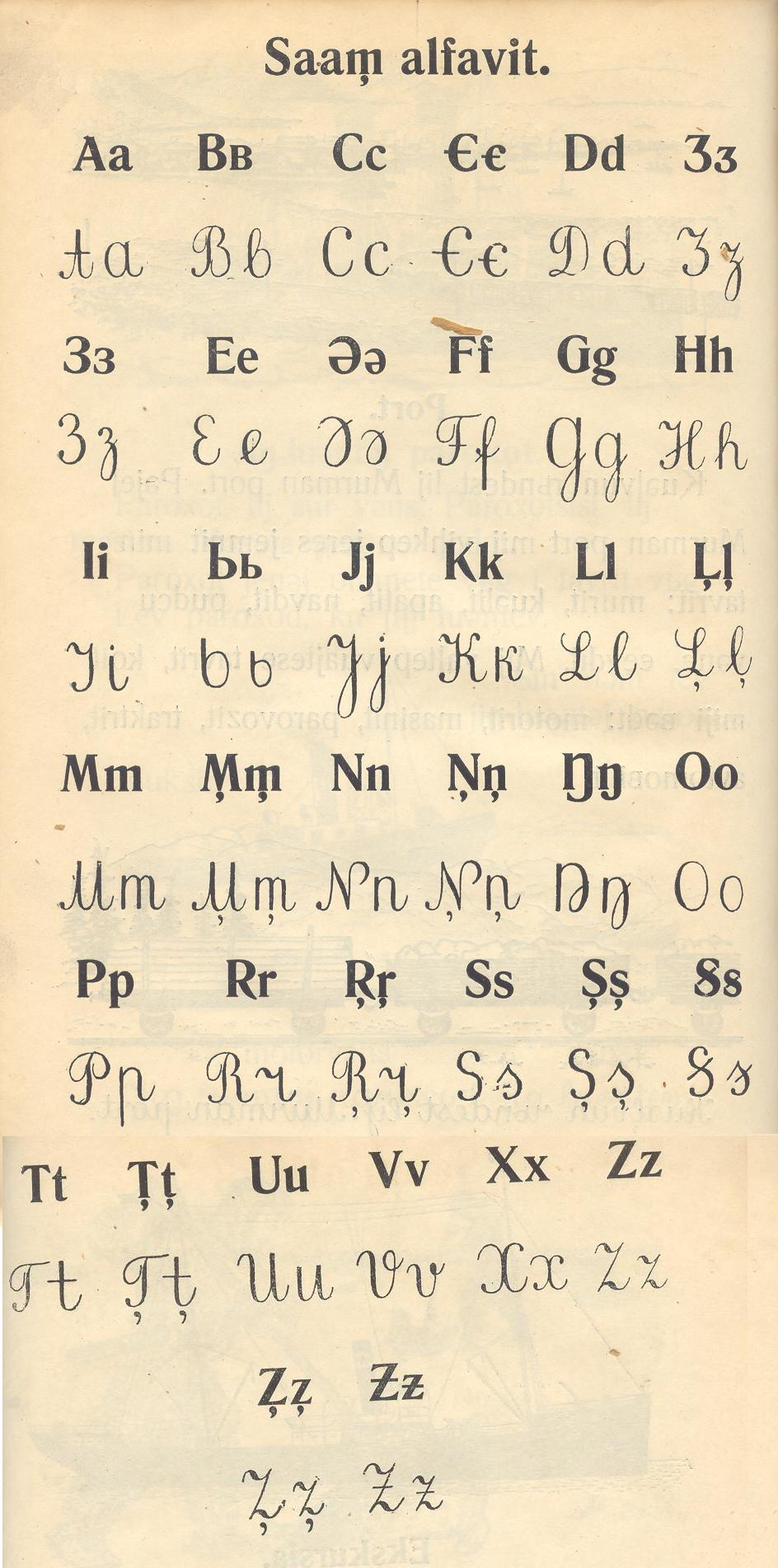
Саамский алфавит 1933 года

Использовалась в итоговом варианте Единого северного алфавита для саамского, ненецкого, мансийского, хантыйского, ительменского, корякского, кетского и нивхского языков.
Использовалась в саамском алфавите 1933 года.

### В транслитерации
Буква используется в стандарте ISO 9 для транслитерации кириллической буквы Ҭ, используемой в абхазском (наряду с Ţ).

## Пример использования
«Miorița» («Миорица») — румынская пасторальная баллада.